# Bitwa pod Wittstock
Bitwa pod Wittstock – jedna z wielkich bitew wojny trzydziestoletniej, rozegrana 4 października 1636 roku pomiędzy armią szwedzką, dowodzoną przez feldmarszałka Johana Banéra, a połączonymi siłami cesarsko-saskimi hrabiego Melchiora von Hatzfeldta i elektora Saksonii Jana Jerzego I. Bitwę stoczono na południe od miasteczka Wittstock w Brandenburgii, ok. 80 km na północny zachód od Berlina.
Po klęsce wojsk protestanckich w bitwie pod Nördlingen w 1634 sytuacja armii szwedzkiej w Niemczech stała się trudna. Sprzymierzony dotychczas ze Szwecją elektor Saksonii, Jan Jerzy I, przeszedł do obozu cesarskiego. Również Dania skłaniała się ku siłom dążącym do ograniczenia wpływów Szwecji w Niemczech.

## Bitwa
22 września 1636 armia szwedzka wymaszerowała ze swego obozu w Parchimie, 80 km na południe od Rostocku, próbując zająć jak najkorzystniejszą pozycję do bitwy z wojskami cesarsko-saskimi.
Armia szwedzka liczyła 15-16 tys. żołnierzy, z czego ok. 5 tys. pochodziło ze Szwecji i Finlandii. Pozostałą część armii Johana Banéra stanowili najemnicy niemieccy, szkoccy i angielscy. Johan Banér uważany był za jednego z najlepszych dowódców swych czasów. Pod Wittstock dowodził wraz z Lennartem Torstenssonem prawym skrzydłem swej armii. Lewym skrzydłem armii szwedzkiej komenderował generał-lejtnant James King oraz Torsten Stålhandske. Centrum armii, które na początku bitwy stanowiło rezerwę, dowodził szkocki generał Aleksander Leslie.
Połączona armia katolicko-saska (ok. 22 tys. żołnierzy) nie miała naczelnego dowódcy. Prawym skrzydłem w bitwie pod Wittstock dowodził feldmarszałek hrabia Melchior von Hatzfeldt. Centrum prowadził włoski generał Rodolfo Giovanni Marazzino. Lewe skrzydło, złożone z wojsk saskich, dowodzone było osobiście przez elektora Jana Jerzego I.
Dowodzone przez Johan Banéra szwedzkie prawe skrzydło rozpoczęło manewr, przesuwając się w kierunku wschodnim. W ten sposób wojska cesarsko-saskie zmuszone zostały do zmiany frontu i opuszczenia wcześniej zajmowanych dogodnych pozycji. W tym czasie lewe skrzydło armii szwedzkiej opuściło pole bitwy, wykonując manewr okrążający. Piechota szwedzkiego centrum związała walką centrum wojsk cesarsko-saskich. O klęsce armii cesarskiej przesądził atak od tyłu na jej centrum, wykonany o zmierzchu przez wojska lewego skrzydła szwedzkiego.
Bitwa pod Wittstock była jednym z największych zwycięstw Johana Banéra. Zwycięstwo to została jednak drogo okupione ciężkimi stratami, zwłaszcza w jednostkach złożonych z rodowitych Szwedów i Finów. Według Johana Banéra niesubordynacja dowodzącego rezerwą Hansa Vitzhuma von Eckstädts, który zlekceważył jego wyraźny rozkaz i prowadził swe oddziały zbyt wolno, mogła doprowadzić do porażki armii protestanckiej.

## Po bitwie
W bitwie poległo 6 tys. ludzi.
W czerwcu 2007 roku, na piaszczystych wzgórzach Scharfenberg w pobliżu Wittstocku, znaleziono masowy grób po bitwie. Niemieccy badacze odsłonili ułożone warstwami jedna na drugiej szkielety około stu poległych. Zgodnie ze zwyczajem epoki grabarze obdarli trupy do bielizny, z której zachowały się tylko metalowe klamry i zapinki. Niektóre czaszki zostały strzaskane kulami muszkietów. Na innych kościach zachowały się ślady obrażeń zadanych przez rapiery i szpady. Pierwsze badania wykazały, że polegli pod Wittstock mieli 20–35 lat. Co najmniej trzech było zarażonych syfilisem, kości wielu zostały zdeformowane na skutek dźwigania ciężarów. W bitwie wzięli udział zbrojni z krain niemieckich, ze Szwecji, z Finlandii, a nawet szkoccy najemnicy.